# 영남공업고등학교
영남공업고등학교(嶺南工業高等學校)는 대한민국 대구광역시 수성구 만촌동에 있는 사립 전문계 고등학교이다.

## 학교 연혁
- 1945년 10월 20일 : 대성중학교 설립(대구향교), 초대 원장 홍재영 취임
- 1949년 12월 24일 : 재단법인 대성교육재단 인가
- 1950년 4월 1일 : 학칙변경 6년제 중학교
- 1952년 8월 13일 : 대성고등학교 인가, 학급수 3(학년당 1학급)
- 1954년 2월 16일 : 학칙변경 주간부 9학급, 야간부 3학급
- 1960년 7월 4일 : 학칙변경 야간부 폐지
- 1966년 12월 1일 : 학칙변경 인문계에서 대성공업고등학교로, 6학급(화학공업과, 방직과, 각 학년 1개 학급)
- 1971년 11월 29일 : 학칙변경 주간부 24학급(화학공업과, 방직과, 전기과, 전자기계과 각 학년 2개 학급), 야간부 12학급(화학공업과, 방직과, 전기과, 전자기계과 각 학년 1개 학급)
- 1980년 12월 20일 : 교사 이전(봉덕동 교사에서 수성구 만촌3동 산 407-22로)
- 1987년 7월 16일 : 학교법인 영남공업교육학원 인가
- 1988년 3월 1일 : 교명변경 영남공업고등학교
- 1991년 10월 20일 : 실습동 신축(섬유과, 전기과), 아마추어 무선국 개국
- 1994년 8월 30일 : 강당 겸 체육관, 실습실 준공. 송은관 준공
- 2000년 7월 14일 : 학칙변경 남녀공학 19학급, 화공과를 환경공학과로
- 2013년 3월 1일 : 전자기계과 특성화 개편 시행, 로봇기계과 신설
- 2020년 3월 1일 : 김효신 재단이사장 취임
- 2020년 3월 1일 : 김봉준 교장 취임
- 2022년 1월 6일 : 제68회 졸업식(381명)
- 2014년 9월 1일 : 이상석 교장 취임
- 2018년 2월 8일 : 제64회 졸업식(515명)
- 2022년 1월 6일 : 제68회 졸업식(381명)

## 학과
- 바이오화공과
- 스마트패션콘텐츠과·텍스타일디자인과
- 전기정보과
- 스마트융합제어과·전자기계과
- 전자과
- 자동화 기계과
- 스마트소프트웨어과
- 산학일체형 도제학교
- 군(軍)특성화반

## 운동부
- 카누부
- 롤러부
- 헬스부

## 참고 자료
- 영남공업고등학교 - 한국교육학술정보원 학교알리미